# Xã Mifflin, Quận Wyandot, Ohio
Xã Mifflin (tiếng Anh: Mifflin Township) là một xã thuộc quận Wyandot, tiểu bang Ohio, Hoa Kỳ. Năm 2010, dân số của xã này là 804 người.